# Лицо (мультфильм)
«Лицо» — мультипликационный фильм о разрушительном действии бюрократической системы на человека. Для взрослых.

## Создатели
| режиссёр               | Гульмира Садыкова                              |
| сценарист              | Гульмира Садыкова                              |
| художники-постановщики | Г. Мирзашев                                    |
| аниматоры              | Т. Джарылкапов, А. Хасенов, Г. Бекишев, Е. Ким |
| оператор               | Ж. Бадаев                                      |
| композитор             | В. Киселевский                                 |
| звукооператор          | Нина Перебаскина                               |

## Сюжет
Каждый раз перед тем, как зайти в нужный кабинет работник надевает маску. Посетив множество кабинетов, он хочет снять все надетые маски, но оказывается, что своего собственного лица под ними у него уже нет.

## Награды
- Гран-при на Всесоюзном смотре — семинаре республик Средней Азии и Казахстана г. Ташкент 1989 г.